# 山科正平
山科 正平（やましな しょうへい、1941年 - ） は、日本の解剖学者、医師。北里大学名誉教授。元日本顕微鏡学会会長。

## 人物・経歴
北海道生まれ。1966年東京医科歯科大学医学部医学科卒業。1978年東京医科歯科大学医学博士。東京医科歯科大学難治疾患研究所、京都大学医学部助教授を経て、1981年北里大学医学部教授。専門は顕微解剖学で、1994年日本電子顕微鏡学会瀬藤賞受賞。2001年日本解剖学会常務理事。2005年日本顕微鏡学会会長。2007年に北里大学退職後、埼玉医科大学客員教授、青山学院大学客員教授。

## 著作

### 著書
- 『細胞を読む : 電子顕微鏡で見る生命の姿』ブルーバックス 1985年
- 『個性的な細胞たち』羊土社 1998年
- 『新・細胞を読む : 「超」顕微鏡で見る生命の姿』ブルーバックス 2006年
- 『細胞発見物語 : その驚くべき構造の解明からiPS細胞まで』ブルーバックス 2009年
- 『カラー図解新しい人体の教科書 上』ブルーバックス 2017年
- 『カラー図解新しい人体の教科書 下』ブルーバックス 2017年
- 『カラー図解人体誕生 : からだはこうして造られる』ブルーバックス 2019年

### 訳書
- D.K.Mason, D.M.Chisholm著『唾液腺疾患 : 診療の指標』（渡辺建介と共訳）医歯薬出版 1977年